# باريبينو
باريبينو (بالروسية: Барыбино) هي مدينة في مقاطعة موسكو أوبلاست في روسيا. يبلغ عدد سكانها حوالي 4038 نسمة.